# Siphantoides trimaculata
Siphantoides trimaculata är en insektsart som beskrevs av William Lucas Distant 1910. Siphantoides trimaculata ingår i släktet Siphantoides och familjen Flatidae. Inga underarter finns listade i Catalogue of Life.